# Italia ai XXIII Giochi olimpici invernali
L'Italia ha partecipato ai XXIII Giochi olimpici invernali, che si sono svolti dal 9 al 25 febbraio 2018 a Pyeongchang in Corea del Sud, con una delegazione composta da 121 atleti più due riserve, una nel biathlon e una nel bob. Portabandiera della squadra nel corso della cerimonia di apertura è stata la pattinatrice di short track Arianna Fontana.

## Medaglie
| Riepilogo quotidiano | Riepilogo quotidiano | Riepilogo quotidiano | Riepilogo quotidiano | Riepilogo quotidiano | Riepilogo quotidiano |
| Giorno               | Data                 | Oro                  | Argento              | Bronzo               | Totale               |
| -------------------- | -------------------- | -------------------- | -------------------- | -------------------- | -------------------- |
| 1º                   | 10                   | 0                    | 0                    | 0                    | 0                    |
| 2º                   | 11                   | 0                    | 0                    | 1                    | 1                    |
| 3º                   | 12                   | 0                    | 0                    | 0                    | 0                    |
| 4º                   | 13                   | 1                    | 1                    | 0                    | 2                    |
| 5º                   | 14                   | 0                    | 0                    | 0                    | 0                    |
| 6º                   | 15                   | 0                    | 0                    | 2                    | 2                    |
| 7º                   | 16                   | 1                    | 0                    | 0                    | 1                    |
| 8º                   | 17                   | 0                    | 0                    | 0                    | 0                    |
| 9º                   | 18                   | 0                    | 0                    | 0                    | 0                    |
| 10º                  | 19                   | 0                    | 0                    | 0                    | 0                    |
| 11º                  | 20                   | 0                    | 1                    | 1                    | 2                    |
| 12º                  | 21                   | 1                    | 0                    | 0                    | 1                    |
| 13º                  | 22                   | 0                    | 0                    | 1                    | 1                    |
| 14º                  | 23                   | 0                    | 0                    | 0                    | 0                    |
| 15º                  | 24                   | 0                    | 0                    | 0                    | 0                    |
| 16º                  | 25                   | 0                    | 0                    | 0                    | 0                    |
| Totale               | Totale               | 3                    | 2                    | 5                    | 10                   |

### Medagliere per discipline
| Sport                   | Oro | Argento | Bronzo | Totale |
| ----------------------- | --- | ------- | ------ | ------ |
| Short track             | 1   | 1       | 1      | 3      |
| Sci alpino              | 1   | 0       | 1      | 2      |
| Snowboard               | 1   | 0       | 0      | 1      |
| Sci di fondo            | 0   | 1       | 0      | 1      |
| Biathlon                | 0   | 0       | 2      | 2      |
| Pattinaggio di velocità | 0   | 0       | 1      | 1      |
| Totale                  | 3   | 2       | 5      | 10     |

### Medaglie d'oro
| Medaglia | Nome            | Sport       | Evento                    |
| -------- | --------------- | ----------- | ------------------------- |
| Oro      | Arianna Fontana | Short track | 500 m femminile           |
| Oro      | Michela Moioli  | Snowboard   | Snowboard cross femminile |
| Oro      | Sofia Goggia    | Sci alpino  | Discesa libera femminile  |

### Medaglie d'argento
| Medaglia | Nome                                                           | Sport        | Evento                     |
| -------- | -------------------------------------------------------------- | ------------ | -------------------------- |
| Argento  | Federico Pellegrino                                            | Sci di fondo | Sprint maschile            |
| Argento  | Arianna Fontana Cecilia Maffei Lucia Peretti Martina Valcepina | Short track  | 3000 m staffetta femminile |

### Medaglie di bronzo
| Medaglia | Nome                                                       | Sport                   | Evento                            |
| -------- | ---------------------------------------------------------- | ----------------------- | --------------------------------- |
| Bronzo   | Dominik Windisch                                           | Biathlon                | 10 km sprint maschile             |
| Bronzo   | Federica Brignone                                          | Sci alpino              | Slalom gigante femminile          |
| Bronzo   | Nicola Tumolero                                            | Pattinaggio di velocità | 10000 m maschile                  |
| Bronzo   | Lisa Vittozzi Dorothea Wierer Lukas Hofer Dominik Windisch | Biathlon                | Staffetta mista 2x6 km + 2x7,5 km |
| Bronzo   | Arianna Fontana                                            | Short track             | 1000 m femminile                  |

### Statistiche
Medagliati in più edizioni
| Nome              | Sport       | Evento              | '06    | '10    | '14     | '18     |
| ----------------- | ----------- | ------------------- | ------ | ------ | ------- | ------- |
| Arianna Fontana   | Short track | Staffetta femminile | Bronzo | -      | Bronzo  | Argento |
| Arianna Fontana   | Short track | 500 m femminile     | -      | Bronzo | Argento | Oro     |
| Arianna Fontana   | Short track | 1000 m femminile    | -      | -      | -       | Bronzo  |
| Lukas Hofer       | Biathlon    | Staffetta mista     | ND     | ND     | Bronzo  | Bronzo  |
| Lucia Peretti     | Short track | Staffetta femminile | -      | -      | Bronzo  | Argento |
| Martina Valcepina | Short track | Staffetta femminile | -      | -      | Bronzo  | Argento |
| Dorothea Wierer   | Biathlon    | Staffetta mista     | ND     | ND     | Bronzo  | Bronzo  |
| Dominik Windisch  | Biathlon    | Staffetta mista     | ND     | ND     | Bronzo  | Bronzo  |

Medaglie per genere
| Genere | Oro | Argento | Bronzo | Totale |
| ------ | --- | ------- | ------ | ------ |
| Uomini | 0   | 1       | 2      | 3      |
| Donne  | 3   | 1       | 2      | 6      |
| Misto  | 0   | 0       | 1      | 1      |

Plurimedagliati
| Nome             | Sport       | Oro | Argento | Bronzo | Totale |
| ---------------- | ----------- | --- | ------- | ------ | ------ |
| Arianna Fontana  | Short track | 1   | 1       | 1      | 3      |
| Dominik Windisch | Biathlon    | 0   | 0       | 2      | 2      |

## Biathlon

### Maschile
L'Italia ha diritto a schierare 5 atleti in seguito ad aver terminato tra la sesta e la ventesima posizione del ranking maschile per nazioni della Coppa del Mondo di biathlon 2018.
| Gara                    | Atleta                                                          | Penalità    | Tempo d'arrivo | Posizione |
| ----------------------- | --------------------------------------------------------------- | ----------- | -------------- | --------- |
| 10 km sprint            | Thomas Bormolini                                                | 2 (1+1)     | 25'39"3        | 51º       |
| 10 km sprint            | Lukas Hofer                                                     | 2 (1+1)     | 24'09"8        | 10º       |
| 10 km sprint            | Giuseppe Montello                                               | 2 (0+2)     | 25'35"3        | 50º       |
| 10 km sprint            | Dominik Windisch                                                | 1 (0+1)     | 23'46"5        | Bronzo    |
| 12,5 km inseguimento    | Thomas Bormolini                                                | 6 (1+0+4+1) | 38'10"7        | 48º       |
| 12,5 km inseguimento    | Lukas Hofer                                                     | 3 (1+1+1+0) | 34'24"4        | 10º       |
| 12,5 km inseguimento    | Giuseppe Montello                                               | 3 (0+0+2+1) | 37'21"7        | 39º       |
| 12,5 km inseguimento    | Dominik Windisch                                                | 5 (2+0+0+3) | 34'57"9        | 16º       |
| 20 km individuale       | Thomas Bormolini                                                | 4 (0+1+2+1) | 53'26"6        | 56º       |
| 20 km individuale       | Lukas Hofer                                                     | 5 (1+2+1+1) | 53'54"1        | 63º       |
| 20 km individuale       | Giuseppe Montello                                               | 3 (1+1+0+1) | 52'01"9        | 40º       |
| 20 km individuale       | Dominik Windisch                                                | 5 (2+0+3+0) | 52'54"3        | 50º       |
| 15 km partenza in linea | Lukas Hofer                                                     | 4 (1+1+0+2) | 37'07"7        | 18º       |
| 15 km partenza in linea | Dominik Windisch                                                | 4 (0+1+2+1) | 37'07"7        | 17º       |
| Staffetta 4x7,5 km      | Thomas Bormolini Lukas Hofer Giuseppe Montello Dominik Windisch | 20 (4+16)   | 1h21'35"6      | 12º       |

### Femminile
L'Italia ha diritto a schierare 6 atlete in seguito ad aver terminato tra le prime 5 posizioni del ranking femminile per nazioni della Coppa del Mondo di biathlon 2017.
| Gara                      | Atleta                                                           | Penalità    | Tempo d'arrivo | Posizione |
| ------------------------- | ---------------------------------------------------------------- | ----------- | -------------- | --------- |
| 7,5 km sprint             | Nicole Gontier                                                   | 3 (2+1)     | 23'20"0        | 44ª       |
| 7,5 km sprint             | Federica Sanfilippo                                              | 3 (2+1)     | 24'30"1        | 69ª       |
| 7,5 km sprint             | Lisa Vittozzi                                                    | 1 (0+1)     | 21'46"7        | 6ª        |
| 7,5 km sprint             | Dorothea Wierer                                                  | 2 (0+2)     | 22'20"3        | 18ª       |
| 10 km inseguimento        | Nicole Gontier                                                   | 7 (3+1+1+2) | 35'37"6        | 48ª       |
| 10 km inseguimento        | Lisa Vittozzi                                                    | 4 (1+2+0+1) | 32'34"6        | 11ª       |
| 10 km inseguimento        | Dorothea Wierer                                                  | 5 (2+2+1+0) | 32'48"4        | 15ª       |
| 15 km individuale         | Nicole Gontier                                                   | 4 (1+1+1+1) | 45'32"5        | 38ª       |
| 15 km individuale         | Alexia Runggaldier                                               | 2 (0+0+1+1) | 45'15"0        | 33ª       |
| 15 km individuale         | Lisa Vittozzi                                                    | 3 (0+2+0+1) | 45'11"8        | 32ª       |
| 15 km individuale         | Dorothea Wierer                                                  | 2 (0+1+0+1) | 43'15"8        | 7ª        |
| 12,5 km partenza in linea | Lisa Vittozzi                                                    | 2 (1+0+0+1) | 36'08"6        | 4ª        |
| 12,5 km partenza in linea | Dorothea Wierer                                                  | 1 (0+0+0+1) | 36'10"3        | 6ª        |
| Staffetta 4x6 km          | Nicole Gontier Federica Sanfilippo Lisa Vittozzi Dorothea Wierer | 17 (4+13)   | 1h13'07"5      | 9ª        |

### Gare miste
| Gara                        | Atleta                                                     | Penalità | Tempo d'arrivo | Posizione |
| --------------------------- | ---------------------------------------------------------- | -------- | -------------- | --------- |
| Staffetta 2x6 km + 2x7,5 km | Lisa Vittozzi Dorothea Wierer Lukas Hofer Dominik Windisch | 7 (0+7)  | 1h09'01"2      | Bronzo    |

## Bob
L'Italia ha qualificato nel bob un equipaggio nel bob a quattro maschile, per un totale di cinque atleti(*).
| Gara                   | Equipaggio                                                     | 1ª manche | 2ª manche | 3ª manche | 4ª manche       | Totale  | Posizione |
| ---------------------- | -------------------------------------------------------------- | --------- | --------- | --------- | --------------- | ------- | --------- |
| Bob a quattro maschile | Simone Bertazzo Simone Fontana Francesco Costa Lorenzo Bilotti | 49"92     | 49"94     | 50"02     | non qualificati | 2'29"88 | 27º       |

(*) Mattia Variola era presente ma non ha partecipato alle competizioni a causa di un infortunio subito pochi gioni prima delle gare.

## Combinata nordica
L'Italia ha qualificato nella combinata nordica un totale di quattro atleti.
| Gara               | Atleta            | Salto     | Salto | Salto     | Fondo   | Fondo            | Posizione |
| Gara               | Atleta            | Lunghezza | Punti | Posizione | Tempo   | Tempo + distacco | Posizione |
| ------------------ | ----------------- | --------- | ----- | --------- | ------- | ---------------- | --------- |
| Trampolino normale | Raffaele Buzzi    | 88,0 m    | 74,6  | 40º       | 25'29"1 | 29'13"1          | 40º       |
| Trampolino normale | Aaron Kostner     | 93,5 m    | 89,2  | 30º       | 25"44'4 | 28'30"4          | 37º       |
| Trampolino normale | Alessandro Pittin | 89,0 m    | 77,4  | 38º       | 23'48"9 | 27'21"9          | 19º       |
| Trampolino normale | Lukas Runggaldier | 85,0 m    | 73,6  | 41º       | 24'03"2 | 27'51"2          | 32º       |
| Trampolino lungo   | Raffaele Buzzi    | 117,5 m   | 87,9  | 35º       | 24'02"5 | 27'26"5          | 34º       |
| Trampolino lungo   | Aaron Kostner     | 105,5 m   | 71,2  | 47º       | 25'17"5 | 29'48"5          | 44º       |
| Trampolino lungo   | Alessandro Pittin | 109,0 m   | 82,2  | 40º       | 23'13"9 | 27'00"9          | 27º       |
| Trampolino lungo   | Lukas Runggaldier | 110,0 m   | 77,9  | 45º       | 23'32"7 | 27'36"7          | 36º       |
| Gara a squadre     | Raffaele Buzzi    | 123,0 m   | 291,8 | 10º       | 47'17"1 | 51'14"1          | 8º        |
| Gara a squadre     | Aaron Kostner     | 106,5 m   | 291,8 | 10º       | 47'17"1 | 51'14"1          | 8º        |
| Gara a squadre     | Alessandro Pittin | 112,5 m   | 291,8 | 10º       | 47'17"1 | 51'14"1          | 8º        |
| Gara a squadre     | Lukas Runggaldier | 105,5 m   | 291,8 | 10º       | 47'17"1 | 51'14"1          | 8º        |

## Curling

### Torneo maschile
L'Italia ha diritto a partecipare al torneo maschile di curling dopo aver terminato tra le prime due posizioni il torneo di qualificazione olimpica
| Italia Skip: Joël Retornaz Third: Daniele Ferrazza Second: Simone Gonin Lead: Amos Mosaner Alternate: Andrea Pilzer |
| --- |

#### Robin round
Risultati
| Sessione | Squadre       | Finale | 1 | 2 | 3 | 4 | 5 | 6 | 7 | 8 | 9 | 10 | 11   |
| -------- | ------------- | ------ | - | - | - | - | - | - | - | - | - | -- | ---- |
| 1        | Canada        | 5      | 0 | 0 | 0 | 0 | 1 | 1 | 0 | 2 | 0 | 1  | N.D. |
| 1        | Italia        | 3      | 0 | 0 | 0 | 1 | 0 | 0 | 1 | 0 | 1 | 0  | N.D. |
| 2        | Svizzera      | 4      | 0 | 0 | 1 | 0 | 0 | 0 | 1 | 0 | 2 | 0  | N.D. |
| 2        | Italia        | 7      | 1 | 1 | 0 | 1 | 0 | 1 | 0 | 1 | 0 | 2  | N.D. |
| 3        | Stati Uniti   | 9      | 0 | 1 | 0 | 3 | 2 | 0 | 0 | 2 | 1 | 0  | N.D. |
| 3        | Italia        | 10     | 1 | 0 | 5 | 0 | 0 | 3 | 0 | 0 | 0 | 1  | N.D. |
| 4        | Italia        | 4      | 0 | 1 | 0 | 0 | 1 | 1 | 0 | 0 | 0 | 1  | N.D. |
| 4        | Danimarca     | 6      | 2 | 0 | 2 | 0 | 0 | 0 | 0 | 0 | 2 | 0  | N.D. |
| 5        | Giappone      | 6      | 2 | 0 | 1 | 0 | 2 | 0 | 0 | 0 | 0 | 1  | N.D. |
| 5        | Italia        | 5      | 0 | 1 | 0 | 2 | 0 | 0 | 0 | 1 | 1 | 0  | N.D. |
| 6        | Italia        | 6      | 0 | 1 | 0 | 0 | 2 | 2 | 0 | 2 | 0 | 1  | 0    |
| 6        | Gran Bretagna | 7      | 2 | 0 | 0 | 1 | 0 | 0 | 2 | 0 | 1 | 0  | 1    |
| 7        | Italia        | 6      | 0 | 1 | 0 | 2 | 0 | 1 | 0 | 1 | 1 | 0  | N.D. |
| 7        | Corea del Sud | 8      | 3 | 0 | 1 | 0 | 1 | 0 | 2 | 0 | 0 | 1  | N.D. |
| 8        | Italia        | 3      | 0 | 0 | 0 | 1 | 1 | 0 | 0 | 1 | 0 | X  | N.D. |
| 8        | Svezia        | 7      | 3 | 1 | 1 | 0 | 0 | 1 | 0 | 0 | 1 | X  | N.D. |
| 9        | Italia        | 6      | 0 | 1 | 0 | 0 | 0 | 1 | 1 | 0 | 3 | 0  | N.D. |
| 9        | Norvegia      | 4      | 0 | 0 | 1 | 1 | 0 | 0 | 0 | 1 | 0 | 1  | N.D. |

Classifica
| Squadre       | G | V | P | PF | PS |
| ------------- | - | - | - | -- | -- |
| Svezia        | 9 | 7 | 2 | 62 | 43 |
| Canada        | 9 | 6 | 3 | 56 | 46 |
| Stati Uniti   | 9 | 5 | 4 | 67 | 63 |
| Gran Bretagna | 9 | 5 | 4 | 55 | 60 |
| Svizzera      | 9 | 5 | 4 | 60 | 55 |
| Norvegia      | 9 | 4 | 5 | 45 | 54 |
| Corea del Sud | 9 | 4 | 5 | 54 | 59 |
| Giappone      | 9 | 4 | 5 | 48 | 56 |
| Italia        | 9 | 3 | 6 | 50 | 56 |
| Danimarca     | 9 | 2 | 7 | 53 | 70 |

## Freestyle
L'Italia ha qualificato nel freestyle un totale di quattro atleti, due uomini e due donne.
| Gara                | Atleta            | Qualificazioni | Qualificazioni | Ottavi di finale | Quarti di finale | Semifinali      | Finale          |
| Gara                | Atleta            | Tempo          | Posizione      | Ottavi di finale | Quarti di finale | Semifinali      | Finale          |
| ------------------- | ----------------- | -------------- | -------------- | ---------------- | ---------------- | --------------- | --------------- |
| Ski cross maschile  | Siegmar Klotz     | 1'10"15        | 15º Q          | 3º               | non qualificato  | non qualificato | non qualificato |
| Ski cross maschile  | Stefan Thanei     | 1'10"10        | 12º Q          | 3º               | non qualificato  | non qualificato | non qualificato |
| Ski cross femminile | Lucrezia Fantelli | DNS            | DNS            | non qualificata  | non qualificata  | non qualificata | non qualificata |
| Ski cross femminile | Debora Pixner     | 1'15"72        | 14ª Q          | 2ª Q             | 3ª               | non qualificata | non qualificata |

## Pattinaggio di figura
L'Italia ha qualificato nel pattinaggio di figura dieci atleti, quattro uomini e sei donne, in seguito ai Campionati mondiali di pattinaggio di figura 2017.
In seguito al 2017 CS Nebelhorn Trophy l'Italia ha qualificato un altro atleta, portando la delegazione del pattinaggio di figura ad un numero complessivo di undici atleti, cinque uomini e sei donne.
| Gara      | Atleta                             | Programma corto | Programma corto | Programma libero | Programma libero | Totale          | Totale          |
| Gara      | Atleta                             | Punti           | Posizione       | Punti            | Posizione        | Punti           | Posizione       |
| --------- | ---------------------------------- | --------------- | --------------- | ---------------- | ---------------- | --------------- | --------------- |
| Maschile  | Matteo Rizzo                       | 75,63           | 23º Q           | 156,78           | 19º              | 232,41          | 21º             |
| Femminile | Carolina Kostner                   | 73,15           | 6ª Q            | 139,29           | 5ª               | 212,44          | 5ª              |
| Femminile | Giada Russo                        | 50,88           | 27ª             | non qualificata  | non qualificata  | non qualificata | non qualificata |
| Coppie    | Nicole Della Monica Matteo Guarise | 74,00           | 9ª Q            | 128,74           | 10ª              | 202,74          | 10ª             |
| Coppie    | Valentina Marchei Ondřej Hotárek   | 74,50           | 7ª Q            | 142,09           | 6ª               | 216,59          | 6ª              |
| Danza     | Anna Cappellini Luca Lanotte       | 76,57           | 5ª Q            | 108,34           | 6ª               | 184,91          | 6ª              |
| Danza     | Charlène Guignard Marco Fabbri     | 68,16           | 11ª Q           | 105,31           | 9ª               | 173,47          | 10ª             |

Gara a squadre
| Gara   | Atleta                               | Programma corto | Programma corto | Programma libero | Programma libero | Totale | Totale    |
| Gara   | Atleta                               | Punti           | Posizione       | Punti            | Posizione        | Punti  | Posizione |
| ------ | ------------------------------------ | --------------- | --------------- | ---------------- | ---------------- | ------ | --------- |
| Uomini | Matteo Rizzo                         | 6               | 5º              | 7                | 4º               | 56     | 4ª        |
| Donne  | Carolina Kostner                     | 9               | 2ª              | 7                | 4ª               | 56     | 4ª        |
| Coppie | Nicole Della Monica / Matteo Guarise | 4               | 7ª              | N.D.             | N.D.             | 56     | 4ª        |
| Coppie | Valentina Marchei / Ondřej Hotárek   | N.D.            | N.D.            | 9                | 2ª               | 56     | 4ª        |
| Danza  | Anna Cappellini / Luca Lanotte       | 7               | 4ª              | 7                | 4ª               | 56     | 4ª        |

## Pattinaggio di velocità
L'Italia ha qualificato nel pattinaggio di velocità un totale di nove atleti, sei uomini e tre donne.

### Uomini
| Gara    | Atleta              | Tempo    | Posizione |
| ------- | ------------------- | -------- | --------- |
| 500 m   | Mirko Giacomo Nenzi | 35"51    | 30º       |
| 1000 m  | Mirko Giacomo Nenzi | 1'10"16  | 30º       |
| 1500 m  | Andrea Giovannini   | 1'47"82  | 27º       |
| 5000 m  | Davide Ghiotto      | 6'29"25  | 19º       |
| 5000 m  | Andrea Giovannini   | 6'30"71  | 20º       |
| 5000 m  | Nicola Tumolero     | 6'15"48  | 8º        |
| 10000 m | Davide Ghiotto      | 13'27"09 | 12º       |
| 10000 m | Nicola Tumolero     | 12'54"32 | Bronzo    |

| Gara                   | Atleti                                            | Quarti di finale        | Semifinali      | Finale C     | Pos. |
| Gara                   | Atleti                                            | Avversario              | Avversario      | Avversario   | Pos. |
| ---------------------- | ------------------------------------------------- | ----------------------- | --------------- | ------------ | ---- |
| Inseguimento a squadre | Riccardo Bugari Andrea Giovannini Nicola Tumolero | Corea del Sud P 3'41"64 | non qualificati | Giappone DSQ | 6ª   |

| Gara       | Atleta            | Semifinali | Semifinali | Semifinali | Finale | Finale  | Finale |
| Gara       | Atleta            | Punti      | Tempo      | Pos.       | Punti  | Tempo   | Pos.   |
| ---------- | ----------------- | ---------- | ---------- | ---------- | ------ | ------- | ------ |
| Mass start | Andrea Giovannini | 41         | 8'24"41    | 2º Q       | 0      | 7'46"83 | 12º    |

### Donne
| Gara   | Atleta                 | Tempo   | Posizione |
| ------ | ---------------------- | ------- | --------- |
| 500 m  | Francesca Bettrone     | 39"52   | 29ª       |
| 500 m  | Yvonne Daldossi        | 39"28   | 26ª       |
| 1000 m | Francesca Bettrone     | 1'17"83 | 27ª       |
| 1000 m | Yvonne Daldossi        | 1'20"81 | 30ª       |
| 1500 m | Francesca Bettrone     | 2'00"43 | 25ª       |
| 1500 m | Francesca Lollobrigida | 1'57"94 | 10ª       |
| 3000 m | Francesca Lollobrigida | 4'08"58 | 13ª       |

| Gara       | Atleta                 | Semifinali | Semifinali | Semifinali | Finale | Finale  | Finale |
| Gara       | Atleta                 | Punti      | Tempo      | Pos.       | Punti  | Tempo   | Pos.   |
| ---------- | ---------------------- | ---------- | ---------- | ---------- | ------ | ------- | ------ |
| Mass start | Francesca Bettrone     | 5          | 8'38"69    | 6ª Q       | 0      | 9'04"82 | 16ª    |
| Mass start | Francesca Lollobrigida | 68         | 8'54"19    | 1ª Q       | 1      | 8'33"30 | 7ª     |

## Salto con gli sci
L'Italia ha qualificato nel salto con gli sci otto atleti, quattro donne e quattro uomini.

### Maschile
| Gara               | Atleta                                                         | Qualificazioni | Qualificazioni | Qualificazioni | Finale                          | Finale          | Finale          | Finale          | Finale          | Finale          | Finale          | Finale          |
| Gara               | Atleta                                                         | Qualificazioni | Qualificazioni | Qualificazioni | Primo salto                     | Primo salto     | Primo salto     | Secondo salto   | Secondo salto   | Secondo salto   | Punti totali    | Posizione       |
| Gara               | Atleta                                                         | Lunghezza      | Punti          | Pos.           | Lunghezza                       | Punti           | Pos.            | Lunghezza       | Punti           | Pos.            | Punti totali    | Posizione       |
| ------------------ | -------------------------------------------------------------- | -------------- | -------------- | -------------- | ------------------------------- | --------------- | --------------- | --------------- | --------------- | --------------- | --------------- | --------------- |
| Trampolino normale | Davide Bresadola                                               | 88,0 m         | 95,8           | 37º Q          | 95,0 m                          | 92,0            | 35º             | non qualificato | non qualificato | non qualificato | non qualificato | non qualificato |
| Trampolino normale | Federico Cecon                                                 | 86,0 m         | 87,9           | 49º Q          | 85,5 m                          | 72,3            | 48º             | non qualificato | non qualificato | non qualificato | non qualificato | non qualificato |
| Trampolino normale | Sebastian Colloredo                                            | 91,0 m         | 97,9           | 36º Q          | 91,0 m                          | 83,8            | 42º             | non qualificato | non qualificato | non qualificato | non qualificato | non qualificato |
| Trampolino normale | Alex Insam                                                     | 94,0 m         | 101,9          | 33º Q          | 84,0 m                          | 76,9            | 45º             | non qualificato | non qualificato | non qualificato | non qualificato | non qualificato |
| Trampolino lungo   | Davide Bresadola                                               | 117,0 m        | 80,0           | 42º Q          | 124,0 m                         | 89,1            | 47º             | non qualificato | non qualificato | non qualificato | non qualificato | non qualificato |
| Trampolino lungo   | Federico Cecon                                                 | 100,5 m        | 50,3           | 54º            | non qualificato                 | non qualificato | non qualificato | non qualificato | non qualificato | non qualificato | non qualificato | non qualificato |
| Trampolino lungo   | Sebastian Colloredo                                            | 107,5 m        | 68,1           | 50º Q          | 121,0 m                         | 102,7           | 40º             | non qualificato | non qualificato | non qualificato | non qualificato | non qualificato |
| Trampolino lungo   | Alex Insam                                                     | 123,0 m        | 93,1           | 32º Q          | 127,5 m                         | 118,0           | 22º Q           | 125,0 m         | 114,4           | 22º             | 232,4           | 23º             |
| Gara a squadre     | Davide Bresadola Federico Cecon Sebastian Colloredo Alex Insam | N.D.           | N.D.           | N.D.           | 114,0 m 102,0 m 115,0 m 122,5 m | 364,5           | 11º             | non qualificati | non qualificati | non qualificati | non qualificati | non qualificati |

### Femminile
| Gara               | Atleta            | Primo salto | Primo salto | Primo salto | Secondo salto   | Secondo salto   | Secondo salto   | Punti totali    | Posizione       |
| Gara               | Atleta            | Lunghezza   | Punti       | Pos.        | Lunghezza       | Punti           | Pos.            | Punti totali    | Posizione       |
| ------------------ | ----------------- | ----------- | ----------- | ----------- | --------------- | --------------- | --------------- | --------------- | --------------- |
| Trampolino normale | Evelyn Insam      | 72,0 m      | 46,4        | 34ª         | non qualificata | non qualificata | non qualificata | non qualificata | non qualificata |
| Trampolino normale | Lara Malsiner     | 88,5 m      | 90,2        | 16ª Q       | 92,5 m          | 89,3            | 15ª             | 179,5           | 15ª             |
| Trampolino normale | Manuela Malsiner  | 86,5 m      | 79,6        | 20ª Q       | 89,0 m          | 83,8            | 22ª             | 163,4           | 18ª             |
| Trampolino normale | Elena Runggaldier | 71,5 m      | 48,8        | 33ª         | non qualificata | non qualificata | non qualificata | non qualificata | non qualificata |

## Sci alpino
L'Italia ha qualificato nello sci alpino un totale di venti atleti, undici uomini e nove donne.

### Uomini
| Gara            | Atleta              | Tempo              | Tempo              | Tempo              | Posizione |
| Gara            | Atleta              | 1ª manche          | 2ª manche          | Totale             | Posizione |
| --------------- | ------------------- | ------------------ | ------------------ | ------------------ | --------- |
| Slalom speciale | Stefano Gross       | 49"27              | 51"44              | 1'40"71            | 16º       |
| Slalom speciale | Manfred Mölgg       | 48"40              | 51"84              | 1'40"24            | 12º       |
| Slalom speciale | Riccardo Tonetti    | DNF                | DNF                | DNF                | DNF       |
| Slalom speciale | Alex Vinatzer       | DNF                | DNF                | DNF                | DNF       |
| Slalom gigante  | Luca De Aliprandini | DSQ                | DSQ                | DSQ                | DSQ       |
| Slalom gigante  | Florian Eisath      | 1'10"46            | 1'10"72            | 2'21"18            | 14º       |
| Slalom gigante  | Manfred Mölgg       | 1'10"03            | 1'11"01            | 2'21"04            | 13º       |
| Slalom gigante  | Riccardo Tonetti    | 1'09"02            | DNF                | DNF                | DNF       |
| Combinata       | Peter Fill          | 1'19"92            | DNF                | DNF                | DNF       |
| Combinata       | Christof Innerhofer | 1'19"77            | 49"98              | 2'09"75            | 14º       |
| Combinata       | Dominik Paris       | 1'20"01            | DNF                | DNF                | DNF       |
| Combinata       | Riccardo Tonetti    | 1'21"99            | 48"22              | 2'10"21            | 18º       |
| Gara            | Atleta              | Tempo unica manche | Tempo unica manche | Tempo unica manche | Posizione |
| Supergigante    | Peter Fill          | DNF                | DNF                | DNF                | DNF       |
| Supergigante    | Christof Innerhofer | 1'25"90            | 1'25"90            | 1'25"90            | 16º       |
| Supergigante    | Matteo Marsaglia    | 1'26"11            | 1'26"11            | 1'26"11            | 20º       |
| Supergigante    | Dominik Paris       | 1'25"18            | 1'25"18            | 1'25"18            | 7º        |
| Discesa libera  | Emanuele Buzzi      | 1'42"84            | 1'42"84            | 1'42"84            | 22º       |
| Discesa libera  | Peter Fill          | 1'41"08            | 1'41"08            | 1'41"08            | 6º        |
| Discesa libera  | Christof Innerhofer | 1'42"23            | 1'42"23            | 1'42"23            | 17º       |
| Discesa libera  | Dominik Paris       | 1'40"79            | 1'40"79            | 1'40"79            | 4º        |

### Donne
| Gara            | Atleta            | Tempo              | Tempo              | Tempo              | Posizione |
| Gara            | Atleta            | 1ª manche          | 2ª manche          | Totale             | Posizione |
| --------------- | ----------------- | ------------------ | ------------------ | ------------------ | --------- |
| Slalom speciale | Marta Bassino     | DNF                | DNF                | DNF                | DNF       |
| Slalom speciale | Chiara Costazza   | 49"83              | 50"77              | 1'40"60            | 9ª        |
| Slalom speciale | Irene Curtoni     | 51"15              | 49"89              | 1'41"04            | 10ª       |
| Slalom speciale | Manuela Mölgg     | 51"40              | 51"35              | 1'42"75            | 23ª       |
| Slalom gigante  | Marta Bassino     | 1'11"19            | 1'09"50            | 2'20"69            | 5ª        |
| Slalom gigante  | Federica Brignone | 1'10"91            | 1'09"57            | 2'20"48            | Bronzo    |
| Slalom gigante  | Sofia Goggia      | 1'11"64            | 1'10"16            | 2'21"80            | 11ª       |
| Slalom gigante  | Manuela Mölgg     | 1'10"62            | 1'10"58            | 2'21"20            | 8ª        |
| Combinata       | Marta Bassino     | 1'42"61            | 41"63              | 2'24"24            | 10        |
| Combinata       | Federica Brignone | 1'42"51            | 41"02              | 2'23"53            | 8         |
| Combinata       | Sofia Goggia      | DNS                | DNS                | DNS                | DNS       |
| Combinata       | Johanna Schnarf   | DNF                | DNF                | DNF                | DNF       |
| Gara            | Atleta            | Tempo unica manche | Tempo unica manche | Tempo unica manche | Posizione |
| Supergigante    | Federica Brignone | 1'21"49            | 1'21"49            | 1'21"49            | 6ª        |
| Supergigante    | Nadia Fanchini    | 1'21"88            | 1'21"88            | 1'21"88            | 12ª       |
| Supergigante    | Sofia Goggia      | 1'21"65            | 1'21"65            | 1'21"65            | 11ª       |
| Supergigante    | Johanna Schnarf   | 1'21"27            | 1'21"27            | 1'21"27            | 5ª        |
| Discesa libera  | Federica Brignone | DNF                | DNF                | DNF                | DNF       |
| Discesa libera  | Nicol Delago      | DNF                | DNF                | DNF                | DNF       |
| Discesa libera  | Nadia Fanchini    | DNF                | DNF                | DNF                | DNF       |
| Discesa libera  | Sofia Goggia      | 1'39"22            | 1'39"22            | 1'39"22            | Oro       |

### Misto
| Gara           | Atleti                                                       | Ottavi di finale | Quarti di finale | Semifinali      | Finale          |
| -------------- | ------------------------------------------------------------ | ---------------- | ---------------- | --------------- | --------------- |
| Gara a squadre | Chiara Costazza Irene Curtoni Riccardo Tonetti Alex Vinatzer | Rep. Ceca V 3-1  | Francia P 1-3    | non qualificati | non qualificati |

## Sci di fondo
L'Italia ha qualificato nello sci di fondo un totale di quindici atleti, otto uomini e sette donne.

### Uomini
| Evento                 | Atleta                                                                          | Qualificazioni | Qualificazioni | Quarti di finale | Quarti di finale | Semifinali      | Semifinali      | Finale          | Finale          |
| Evento                 | Atleta                                                                          | Tempo          | Pos.           | Tempo            | Pos.             | Tempo           | Pos.            | Tempo           | Pos.            |
| ---------------------- | ------------------------------------------------------------------------------- | -------------- | -------------- | ---------------- | ---------------- | --------------- | --------------- | --------------- | --------------- |
| Sprint                 | Mirco Bertolina                                                                 | 3'20"07        | 41º            | non qualificato  | non qualificato  | non qualificato | non qualificato | non qualificato | non qualificato |
| Sprint                 | Federico Pellegrino                                                             | 3'13"18        | 9º Q           | 3'10"55          | 1º Q             | 3'06"17         | 2º Q            | 3'07"09         | Argento         |
| Sprint                 | Maicol Rastelli                                                                 | 3'11"32        | 4º Q           | 3'14"38          | 6º               | non qualificato | non qualificato | non qualificato | non qualificato |
| Sprint                 | Stefan Zelger                                                                   | 3'20"18        | 42º            | non qualificato  | non qualificato  | non qualificato | non qualificato | non qualificato | non qualificato |
| Sprint a squadre       | Dietmar Nöckler Federico Pellegrino                                             | N.D.           | N.D.           | N.D.             | N.D.             | 16'07"19        | 4º Q            | 16'14"81        | 5º              |
| Evento                 | Atleta                                                                          | Tempo          | Tempo          | Tempo            | Distacco         | Distacco        | Distacco        | Posizione       | Posizione       |
| 15 km tecnica libera   | Mirco Bertolina                                                                 | 36'33"5        | 36'33"5        | 36'33"5          | +2'49"6          | +2'49"6         | +2'49"6         | 44º             | 44º             |
| 15 km tecnica libera   | Dietmar Nöckler                                                                 | DNF            | DNF            | DNF              | DNF              | DNF             | DNF             | DNF             | DNF             |
| 15 km tecnica libera   | Sergio Rigoni                                                                   | 38'03"0        | 38'03"0        | 38'03"0          | +4'19"1          | +4'19"1         | +4'19"1         | 72º             | 72º             |
| 15 km tecnica libera   | Stefan Zelger                                                                   | 37'27"9        | 37'27"9        | 37'27"9          | +3'44"0          | +3'44"0         | +3'44"0         | 60º             | 60º             |
| 50 km tecnica classica | Francesco De Fabiani                                                            | 2h17'14"3      | 2h17'14"3      | 2h17'14"3        | +8'52"2          | +8'52"2         | +8'52"2         | 22º             | 22º             |
| 50 km tecnica classica | Dietmar Nöckler                                                                 | 2h16'29"2      | 2h16'29"2      | 2h16'29"2        | +8'07"1          | +8'07"1         | +8'07"1         | 21º             | 21º             |
| 50 km tecnica classica | Maicol Rastelli                                                                 | 2h15'10"0      | 2h15'10"0      | 2h15'10"0        | +6'47"9          | +6'47"9         | +6'47"9         | 19º             | 19º             |
| 50 km tecnica classica | Giandomenico Salvadori                                                          | 2h13'45"4      | 2h13'45"4      | 2h13'45"4        | +5'23"3          | +5'23"3         | +5'23"3         | 16º             | 16º             |
| Skiathlon              | Francesco De Fabiani                                                            | 1h17'54"9      | 1h17'54"9      | 1h17'54"9        | +1'34"9          | +1'34"9         | +1'34"9         | 20º             | 20º             |
| Skiathlon              | Dietmar Nöckler                                                                 | 1h19'55"5      | 1h19'55"5      | 1h19'55"5        | +3'35"5          | +3'35"5         | +3'35"5         | 37º             | 37º             |
| Skiathlon              | Sergio Rigoni                                                                   | 1h22'54"9      | 1h22'54"9      | 1h22'54"9        | +6'34"9          | +6'34"9         | +6'34"9         | 48º             | 48º             |
| Skiathlon              | Giandomenico Salvadori                                                          | 1h18'36"9      | 1h18'36"9      | 1h18'36"9        | +2'16"9          | +2'16"9         | +2'16"9         | 26º             | 26º             |
| Staffetta 4x10 km      | Francesco De Fabiani Federico Pellegrino Maicol Rastelli Giandomenico Salvadori | 1h35'40"1      | 1h35'40"1      | 1h35'40"1        | +2'35"2          | +2'35"2         | +2'35"2         | 7º              | 7º              |

### Donne
| Evento                 | Atleta                                                        | Qualificazioni | Qualificazioni | Quarti di finale | Quarti di finale | Semifinali      | Semifinali      | Finale          | Finale          |
| Evento                 | Atleta                                                        | Tempo          | Pos.           | Tempo            | Pos.             | Tempo           | Pos.            | Tempo           | Pos.            |
| ---------------------- | ------------------------------------------------------------- | -------------- | -------------- | ---------------- | ---------------- | --------------- | --------------- | --------------- | --------------- |
| Sprint                 | Greta Laurent                                                 | 3'25"54        | 32ª            | non qualificata  | non qualificata  | non qualificata | non qualificata | non qualificata | non qualificata |
| Sprint                 | Lucia Scardoni                                                | 3'23"32        | 28ª Q          | 3'22"49          | 5ª               | non qualificata | non qualificata | non qualificata | non qualificata |
| Sprint                 | Gaia Vuerich                                                  | 3'19"01        | 18ª Q          | 3'21"65          | 5ª               | non qualificata | non qualificata | non qualificata | non qualificata |
| Sprint a squadre       | Elisa Brocard Gaia Vuerich                                    | N.D.           | N.D.           | N.D.             | N.D.             | 17'13"04        | 8ª              | non qualificate | non qualificate |
| Evento                 | Atleta                                                        | Tempo          | Tempo          | Tempo            | Distacco         | Distacco        | Distacco        | Posizione       | Posizione       |
| 10 km tecnica libera   | Elisa Brocard                                                 | 27'34"8        | 27'34"8        | 27'34"8          | +2'34"3          | +2'34"3         | +2'34"3         | 29ª             | 29ª             |
| 10 km tecnica libera   | Ilaria Debertolis                                             | 27'41"2        | 27'41"2        | 27'41"2          | +2'40"7          | +2'40"7         | +2'40"7         | 31ª             | 31ª             |
| 10 km tecnica libera   | Sara Pellegrini                                               | 28'01"5        | 28'01"5        | 28'01"5          | +3'01"0          | +3'01"0         | +3'01"0         | 38ª             | 38ª             |
| 10 km tecnica libera   | Lucia Scardoni                                                | 28'04"1        | 28'04"1        | 28'04"1          | +3'03"6          | +3'03"6         | +3'03"6         | 39ª             | 39ª             |
| 30 km tecnica classica | Elisa Brocard                                                 | 1h33'33"5      | 1h33'33"5      | 1h33'33"5        | +11'15"9         | +11'15"9        | +11'15"9        | 27ª             | 27ª             |
| 30 km tecnica classica | Anna Comarella                                                | 1h35'48"7      | 1h35'48"7      | 1h35'48"7        | +13'31"1         | +13'31"1        | +13'31"1        | 34ª             | 34ª             |
| 30 km tecnica classica | Sara Pellegrini                                               | 1h36'07"3      | 1h36'07"3      | 1h36'07"3        | +13'49"7         | +13'49"7        | +13'49"7        | 35ª             | 35ª             |
| 30 km tecnica classica | Lucia Scardoni                                                | 1h40'26"3      | 1h40'26"3      | 1h40'26"3        | +18'08"7         | +18'08"7        | +18'08"7        | 41ª             | 41ª             |
| Skiathlon              | Elisa Brocard                                                 | 43'17"6        | 43'17"6        | 43'17"6          | +2'32"7          | +2'32"7         | +2'32"7         | 26ª             | 26ª             |
| Skiathlon              | Anna Comarella                                                | 44'25"9        | 44'25"9        | 44'25"9          | +3'41"0          | +3'41"0         | +3'41"0         | 37ª             | 37ª             |
| Skiathlon              | Ilaria Debertolis                                             | 45'44"6        | 45'44"6        | 45'44"6          | +4'59"7          | +4'59"7         | +4'59"7         | 49ª             | 49ª             |
| Skiathlon              | Sara Pellegrini                                               | 44'16"3        | 44'16"3        | 44'16"3          | +3'31"4          | +3'31"4         | +3'31"4         | 35ª             | 35ª             |
| Staffetta 4x5 km       | Elisa Brocard Anna Comarella Ilaria Debertolis Lucia Scardoni | 54'22"0        | 54'22"0        | 54'22"0          | +2'57"7          | +2'57"7         | +2'57"7         | 9ª              | 9ª              |

## Short track
L'Italia ha qualificato nello short track un totale di sette atleti, due uomini e cinque donne.

### Uomini
| Gara   | Atleta          | Batteria | Batteria | Quarto di finale | Quarto di finale | Semifinale      | Semifinale      | Finale          | Finale          |
| Gara   | Atleta          | Tempo    | Pos.     | Tempo            | Pos.             | Tempo           | Pos.            | Tempo           | Pos.            |
| ------ | --------------- | -------- | -------- | ---------------- | ---------------- | --------------- | --------------- | --------------- | --------------- |
| 500 m  | Yuri Confortola | 40"869   | 3º       | non qualificato  | non qualificato  | non qualificato | non qualificato | non qualificato | non qualificato |
| 1000 m | Yuri Confortola | 1'25"297 | 2º Q     | 1'24"383         | 2º Q             | 1'26"626        | 3º QB           | 1'27"712        | 3º              |
| 1000 m | Tommaso Dotti   | 1'25"369 | 3º       | non qualificato  | non qualificato  | non qualificato | non qualificato | non qualificato | non qualificato |
| 1500 m | Yuri Confortola | DSQ      | DSQ      | N.D.             | N.D.             | non qualificato | non qualificato | non qualificato | non qualificato |
| 1500 m | Tommaso Dotti   | 2'16"117 | 4º       | N.D.             | N.D.             | non qualificato | non qualificato | non qualificato | non qualificato |

### Donne
| Gara             | Atleta                                                         | Batteria | Batteria | Quarto di finale | Quarto di finale | Semifinale      | Semifinale      | Finale          | Finale          |
| Gara             | Atleta                                                         | Tempo    | Pos.     | Tempo            | Pos.             | Tempo           | Pos.            | Tempo           | Pos.            |
| ---------------- | -------------------------------------------------------------- | -------- | -------- | ---------------- | ---------------- | --------------- | --------------- | --------------- | --------------- |
| 500 m            | Arianna Fontana                                                | 43"214   | 1ª Q     | 43"128           | 1ª Q             | 42"635          | 2ª Q            | 42"569          | Oro             |
| 500 m            | Martina Valcepina                                              | 43"698   | 1ª Q     | 43"023           | 3ª               | non qualificata | non qualificata | non qualificata | non qualificata |
| 500 m            | Lucia Peretti                                                  | 43"994   | 4ª       | non qualificata  | non qualificata  | non qualificata | non qualificata | non qualificata | non qualificata |
| 1000 m           | Arianna Fontana                                                | 1'30"676 | 1ª Q     | 1'30"074         | 1ª Q             | 1'29"156        | 2ª Q            | 1'30"656        | Bronzo          |
| 1000 m           | Cynthia Mascitto                                               | 1'32"926 | 4ª       | non qualificata  | non qualificata  | non qualificata | non qualificata | non qualificata | non qualificata |
| 1500 m           | Arianna Fontana                                                | 2'28"494 | 1ª Q     | N.D.             | N.D.             | 2'34"489        | 2ª Q            | 2'27"475        | 7ª              |
| 1500 m           | Martina Valcepina                                              | 2'31"370 | 3ª Q     | N.D.             | N.D.             | 2'24"171        | 4ª QB           | DSQ             | DSQ             |
| 3000 m staffetta | Arianna Fontana Cecilia Maffei Lucia Peretti Martina Valcepina | N.D.     | N.D.     | N.D.             | N.D.             | 4'05"918        | 2ª Q            | 4'15"901        | Argento         |

## Skeleton
L'Italia ha qualificato nello skeleton un solo atleta, nel singolo maschile.
| Gara             | Atleta               | 1ª manche | 2ª manche | 3ª manche | 4ª manche       | Totale  | Posizione |
| ---------------- | -------------------- | --------- | --------- | --------- | --------------- | ------- | --------- |
| Singolo maschile | Joseph Luke Cecchini | 51"88     | 51"80     | 51"96     | non qualificato | 2'35"64 | 27º       |

## Slittino
L'Italia ha qualificato nello slittino un totale di nove atleti: tre nel singolo uomini, due nel singolo donne e quattro nel doppio, ottenendo così anche l'ammissione nella gara a squadre.
| Gara              | Atleta                                                        | 1ª manche            | 1ª manche            | 2ª manche            | 2ª manche            | 3ª manche            | 3ª manche            | 4ª manche          | 4ª manche          | Totale   | Totale |
| Gara              | Atleta                                                        | Tempo                | Pos.                 | Tempo                | Pos.                 | Tempo                | Pos.                 | Tempo              | Pos.               | Tempo    | Pos.   |
| ----------------- | ------------------------------------------------------------- | -------------------- | -------------------- | -------------------- | -------------------- | -------------------- | -------------------- | ------------------ | ------------------ | -------- | ------ |
| Singolo femminile | Sandra Robatscher                                             | 46"620               | 12ª                  | 47"116               | 24ª                  | 47"083               | 17ª                  | 46"746             | 9ª                 | 3'07"565 | 14ª    |
| Singolo femminile | Andrea Vötter                                                 | 46"577               | 10ª                  | 46"483               | 11ª                  | 46"907               | 15ª                  | 46"892             | 13ª                | 3'06"859 | 10ª    |
| Singolo maschile  | Dominik Fischnaller                                           | 47"930               | 10º                  | 47"967               | 16º                  | 47"562               | 3º                   | 47"475 (TR)        | 1º                 | 3'10"934 | 4º     |
| Singolo maschile  | Kevin Fischnaller                                             | 47"853               | 8º                   | 47"793               | 5º                   | 47"596               | 5º                   | 47"812             | 8º                 | 3'11"054 | 7º     |
| Singolo maschile  | Emanuel Rieder                                                | 48"040               | 14º                  | 48"047               | 17º                  | 47"972               | 18º                  | 48"082             | 18º                | 3'12"141 | 17º    |
| Doppio            | Ivan Nagler Fabian Malleier                                   | 46"320               | 8º                   | 46"243               | 7º                   | N.D.                 | N.D.                 | N.D.               | N.D.               | 1'32"563 | 7º     |
| Doppio            | Ludwig Rieder Patrick Rastner                                 | 46"709               | 14º                  | 46"567               | 15º                  | N.D.                 | N.D.                 | N.D.               | N.D.               | 1'33"276 | 15º    |
| Gara              | Atleta                                                        | 1ª frazione sing. f. | 1ª frazione sing. f. | 1ª frazione sing. f. | 2ª frazione sing. m. | 2ª frazione sing. m. | 2ª frazione sing. m. | 3ª frazione doppio | 3ª frazione doppio | Totale   | Totale |
| Gara              | Atleta                                                        | Tempo                | Tempo                | Pos.                 | Tempo                | Tempo                | Pos.                 | Tempo              | Pos.               | Tempo    | Pos.   |
| Gara a squadre    | Andrea Vötter Dominik Fischnaller Ivan Nagler Fabian Malleier | 47"078               | 47"078               | 2ª                   | 48"827               | 48"827               | 6ª                   | 49"188             | 6ª                 | 2'25"093 | 5ª     |

## Snowboard
L'Italia ha qualificato nello snowboard un totale di quattordici atleti, nove uomini e cinque donne.

### Freestyle
| Gara             | Atleta         | Qualificazioni | Qualificazioni | Qualificazioni | Qualificazioni | Finale          | Finale          | Finale          | Finale          | Finale          |
| Gara             | Atleta         | Prova 1        | Prova 2        | Migliore       | Posizione      | Prova 1         | Prova 2         | Prova 3         | Migliore        | Posizione       |
| ---------------- | -------------- | -------------- | -------------- | -------------- | -------------- | --------------- | --------------- | --------------- | --------------- | --------------- |
| Big air maschile | Alberto Maffei | 77,50          | 36,25          | 77,50          | 12º            | non qualificato | non qualificato | non qualificato | non qualificato | non qualificato |

### Parallelo
| Gara                               | Atleta             | Qualificazioni | Qualificazioni | Ottavo di finale | Quarto di finale     | Semifinale      | Finale          |
| Gara                               | Atleta             | Tempo          | Pos.           | Avversario       | Avversario           | Avversario      | Avversario      |
| ---------------------------------- | ------------------ | -------------- | -------------- | ---------------- | -------------------- | --------------- | --------------- |
| Slalom gigante parallelo maschile  | Edwin Coratti      | 1'25"70        | 12º Q          | A. Payer V -0"33 | S. Dufour P +0"19    | non qualificato | non qualificato |
| Slalom gigante parallelo maschile  | Roland Fischnaller | 1'25"44        | 8º Q           | V. Wild V -0"93  | N. Galmarini P +0"06 | non qualificato | non qualificato |
| Slalom gigante parallelo maschile  | Aaron March        | 1'26"58        | 23º            | non qualificato  | non qualificato      | non qualificato | non qualificato |
| Slalom gigante parallelo maschile  | Mirko Felicetti    | 1'27"56        | 29º            | non qualificato  | non qualificato      | non qualificato | non qualificato |
| Slalom gigante parallelo femminile | Nadya Ochner       | 1'33"80        | 18ª            | non qualificata  | non qualificata      | non qualificata | non qualificata |

### Cross
| Gara                      | Atleta             | Qualificazioni | Qualificazioni | Ottavo di finale | Quarto di finale | Semifinale      | Finale          |
| Gara                      | Atleta             | Tempo          | Posizione      | Ottavo di finale | Quarto di finale | Semifinale      | Finale          |
| ------------------------- | ------------------ | -------------- | -------------- | ---------------- | ---------------- | --------------- | --------------- |
| Snowboard cross maschile  | Michele Godino     | 1'14"96        | 28º Q          | 3º Q             | DNF              | non qualificato | non qualificato |
| Snowboard cross maschile  | Emanuel Perathoner | 1'14"62        | 18º Q          | 1º Q             | 4º               | non qualificato | non qualificato |
| Snowboard cross maschile  | Lorenzo Sommariva  | 1'14"36        | 13º Q          | 4º               | non qualificato  | non qualificato | non qualificato |
| Snowboard cross maschile  | Omar Visintin      | 1'13"25        | 2º Q           | 4º               | non qualificato  | non qualificato | non qualificato |
| Snowboard cross femminile | Raffaella Brutto   | 1'21"14        | 19ª Q          | N.D.             | 3ª Q             | DNF             | 8ª              |
| Snowboard cross femminile | Michela Moioli     | 1'16"97        | 2ª Q           | N.D.             | 1ª Q             | 1ª Q            | Oro             |